# Scherma ai XIV Giochi panamericani
I Giochi Panamericani di scherma del 2003 si sono svolti a Santo Domingo, nella Repubblica Dominicana, e hanno visto lo svolgimento di 10 gare, 6 maschili e 4 femminili.

## Podi

### Uomini
| Evento      | Oro                                                                | Argento                                                                    | Bronzo                                                                 |
| Spada       |                                                                    |                                                                            |                                                                        |
| Individuale | Camilo Boris                                                       | Silvio Fernández                                                           | Víctor Bernier Paris Inostroza                                         |
| A squadre   | Cuba Camilo Boris Andrés Carrillo Nelson Loyola Raúl Perojo        | Venezuela Rubén Limardo Silvio Fernández Enrique da Silva Luymar Hernández | Porto Rico Víctor Bernier David Bernier Jonathan Peña Marcos Peña      |
| Fioretto    |                                                                    |                                                                            |                                                                        |
| Individuale | Dan Kellner                                                        | Jonathan Tiomkin                                                           | Raúl Perojo Reinier Suárez                                             |
| A squadre   | Stati Uniti Jed Dupree Dan Kellner Jonathan Tiomkin Soren Thompson | Cuba Raúl Perojo Reinier Suárez Abraham O'Reilly Nelson Loyola             | Venezuela Enrique da Silva Jonner Pérez Carlos Pineda Carlos Rodríguez |
| Sciabola    |                                                                    |                                                                            |                                                                        |
| Individuale | Ivan Lee                                                           | Carlos Bravo                                                               | Michel Boulos Jason Rogers                                             |
| A squadre   | Stati Uniti Weston Kelsey Ivan Lee Jason Rogers Adam Crompton      | Venezuela Carlos Bravo Eliécer Rincones Charles Briceño Juan Silva         | Cuba Abel Caballero Yunior Naranjo Cándido Maya Abraham O'Reilly       |

### Donne
| Evento      | Oro                                                         | Argento                                                               | Bronzo                                                         |
| Spada       |                                                             |                                                                       |                                                                |
| Individuale | Eimey Gómez                                                 | Sherraine Schalm                                                      | Endrina Álvarez Jesika Jiménez                                 |
| A squadre   | Cuba Eimey Gómez Zuleydis Ortíz Misleydis Oña Arianne Ribot | Stati Uniti Kelley Hurley Stephanie Eim Elisabeth Spilman Erinn Smart | Canada Sherraine Schalm Catherine Dunnette Marie Eve Pelletier |
| Fioretto    |                                                             |                                                                       |                                                                |
| Individuale | Mariana González                                            | Emily Cross                                                           | Arianne Ribot Erinn Smart                                      |
| Sciabola    |                                                             |                                                                       |                                                                |
| Individuale | Sada Jacobson                                               | Alejandra Benítez                                                     | Ana Fáez Emily Jacobson                                        |

## Medagliere
| #      | Nazione     | Oro | Argento | Bronzo | Totale |
| ------ | ----------- | --- | ------- | ------ | ------ |
| 1      | Stati Uniti | 5   | 3       | 3      | 11     |
| 2      | Cuba        | 4   | 1       | 5      | 10     |
| 3      | Venezuela   | 1   | 5       | 2      | 8      |
| 4      | Canada      | 0   | 1       | 2      | 3      |
| 5      | Porto Rico  | 0   | 0       | 2      | 2      |
| 6      | Cile        | 0   | 0       | 1      | 1      |
| 6      | Panama      | 0   | 0       | 1      | 1      |
| Totale | Totale      | 10  | 10      | 16     | 36     |